# Sida Košutić
Sida Košutić, hrvaška pisateljica, pesnica, esejistka in novinarka (Vjesnik), * 10. marec 1902, Radoboj, Avstro-Ogrska (zdaj Hrvaška), † 13. maj 1965. 